# 褚裕之
褚裕之（ちょ ゆうし、381年 - 424年）は、東晋から南朝宋にかけての軍人・官僚。字は叔度。本貫は河南郡陽翟県。

## 経歴
褚爽（褚裒の子の褚歆の子）の子として生まれた。はじめ琅邪王司馬徳文の下で太宰参軍をつとめた。劉裕の下で車騎参軍事となり、司徒左西属に転じた。中軍諮議参軍となり、中兵参軍を代行し、建威将軍の号を加えられた。義熙5年（409年）、南燕に対する北伐に参加した。義熙6年（410年）、盧循が査浦を攻撃してくると、裕之は奮戦して功績を挙げた。盧循が嶺南に逃走すると、裕之は劉裕の命により広州刺史の任を代行した。そのまま都督交広二州諸軍事・建威将軍・領平越中郎将・広州刺史に任じられた。桓玄の一族の桓開山が手勢を集めて広州襲撃を計画したが、裕之が事前に察知して桓開山を討った。義熙8年（412年）、盧循の残党の劉敬道が交州を訪れて降伏を願い出た。交州刺史の杜慧度が事情を裕之に知らせると、裕之は劉敬道が命惜しさに降伏してきたものとして信用せず、処刑するむね朝廷に報告させた。杜慧度が防備を怠っていたため、劉敬道は亡命者を集めて九真郡を攻撃し、太守の杜章民を殺害した。杜慧度は劉敬道を討って反乱を鎮圧した。裕之は杜慧度により奮揚将軍の号に落とされ、前の失態を朝廷に報告された。御史の糾弾を受けたが、詔により原官のまま据え置かれた。
劉裕が劉毅を討つと、裕之は3000人を派遣して荊州の平定に参加させた。裕之は広州在任4年のあいだに賄賂を受け取って私財を蓄えており、そのため罪に問われて免官され、終身の禁錮を命じられた。建康に帰ると、面会を求める旧知や一見の人々の贈物が引きも切らなかった。まもなく太尉諮議参軍となり、相国右司馬をつとめた。永初元年（420年）、劉裕が帝位につくと、裕之は右衛将軍の号を受け、番禺県男に封じられた。まもなく散騎常侍の位を加えられた。永初3年（422年）、使持節・監雍梁南北秦四州荊州之南陽竟陵順陽義陽新野隨六郡諸軍事・征虜将軍・雍州刺史として出向し、寧蛮校尉・襄陽義成郡太守を兼ねた。景平2年（424年）、死去した。享年は44。

## 子女
- 褚恬之（後嗣、南琅邪郡太守）
- 褚寂之（著作佐郎、早逝）

## 伝記資料
- 『宋書』巻52 列伝第12
- 『南史』巻28 列伝第18